# 国立民用航空学院
國立民用航空學院（法語：École Nationale de l'Aviation Civile，簡稱ENAC)，是位於法國南部第一大城土魯斯的一所國立民航科技學院。

## 历史
1949年，正式創立於巴黎，1968年，為配合法國航空發展政策，整合學術及製造業並建立土魯斯為歐洲航空太空科技重鎮，於是遷校至現址。

## 國際合作
学校2018年与北京航空航天大学签署协议合办中法航空大学。